# Tajmura
Tajmura (rusky Таймура) je řeka v Krasnojarském kraji v Rusku. Je dlouhá 454 km. Povodí řeky je 32 500 km².

## Průběh toku
Vzniká soutokem Severní a Jižní Tajmury v široké dolině na Středosibiřské vysočině. Ústí zleva do Dolní Tunguzky (povodí Jeniseje).

## Vodní režim
Zdrojem vody jsou převážně sněhové srážky. Průměrný roční průtok vody ve vzdálenosti 332 km od ústí činí 87,6 m³/s. Celých 60 % ročního odtoku připadá na jaro. V létě dochází k povodním, které jsou způsobené dešti. Zamrzá v říjnu a rozmrzá v květnu až na začátku června.